# Alpha (plaats in Australië)
Alpha is een dorp en gemeente in de Australische staat Queensland. De rurale plaats is gelegen in de Barcaldine Region en telt 559 inwoners (2021). De gemeente wordt doorkruist door de Capricorn Highway, de Central Western-spoorlijn en door het riviertje Alpha Creek.
Alpha ontstond als plaats in de jaren 1860. Het dorp heeft een centrale functie voor de vele gehuchten en boerderijen in de omgeving. Sinds de gemeentefusie van 2019 maken een aantal van deze gehuchten ook deel uit van de gemeente Alpha, namelijk Beaufort, Drummondslope, Pine Hill, Port Wine, Sedgeford, Surbiton en delen van Dunrobin en Hobartville.

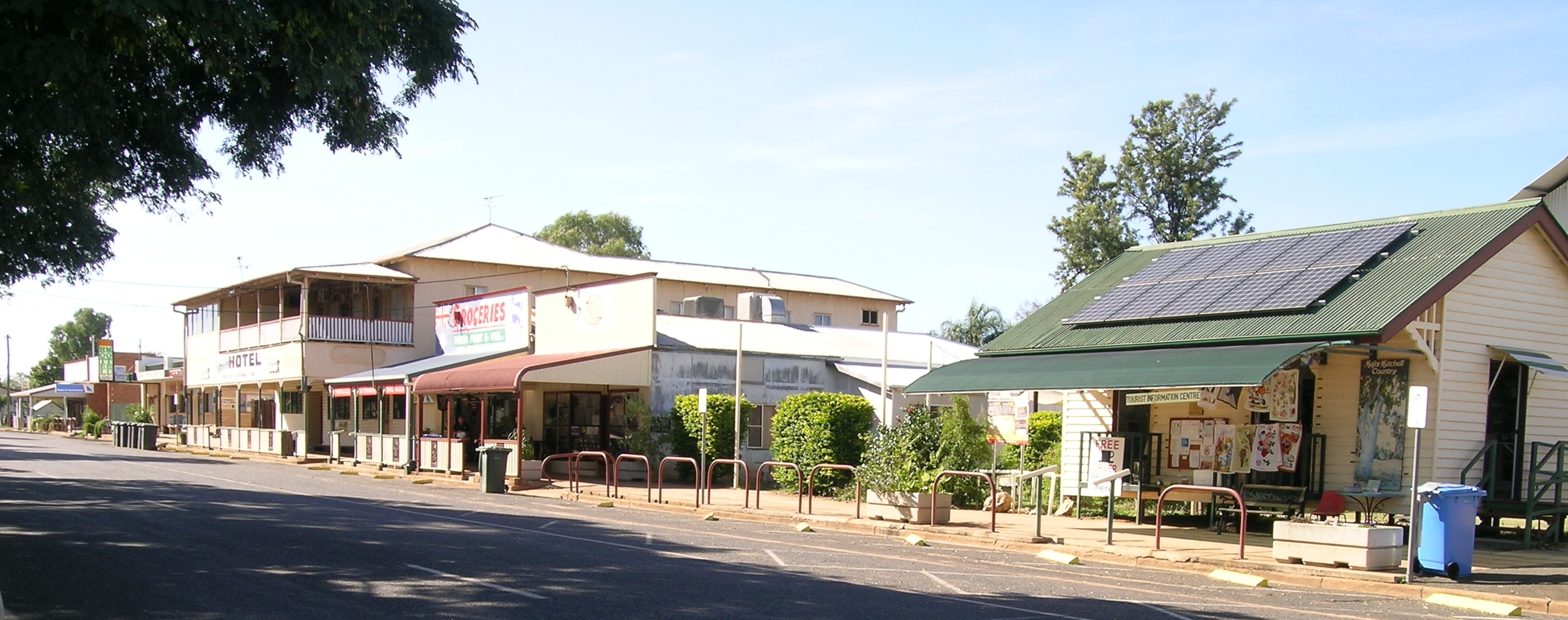
De hoofdstraat van Alpha